# Associazione Sportiva Dilettantistica Nocerina 1910
O Associazione Sportiva Dilettantistica Nocerina 1910 é um clube de futebol da cidade de Nocera Inferiore na Itália.

## História
O clube foi fundado em 1910. 